# Nummenkylä
Nummenkylä är stadsdel nummer 31 i Lojo i det finländska landskapet Nyland. Stadsdelen ligger nära gränsen mellan Sjundeå och Vichtis. 
Tidigare hörde området till Sjundeå kommun. Nummenkylä överfördes 1953 till Lojo. Området var det nordligaste av Sjundeå sockens gårdar och byar. Nummenkylä gränsar i söder till Skräddarskog, grannbyn i öster är Vichtis Härköilä och i väster Lojo Muijala. Nummenkyläs postnummer är 08680.